# حاصن (حديبو)

تعديل مصدري - تعديل

حاصن إحدى قرى مديرية حديبو التابعة لمحافظة سقطرى، بلغ تعداد سكانها 40 نسمة حسب تعداد اليمن لعام 2004.